# Юлайгурт
Юлайгу́рт (рос. Юлайгурт) — присілок в Ігринському районі Удмуртії, Росія.

## Населення
Населення — 67 осіб (2010; 79 в 2002).
Національний склад станом на 2002 рік:
- удмурти — 90 %

## Урбаноніми[3]
- вулиці — Молодіжна